# 格雷沙姆宫

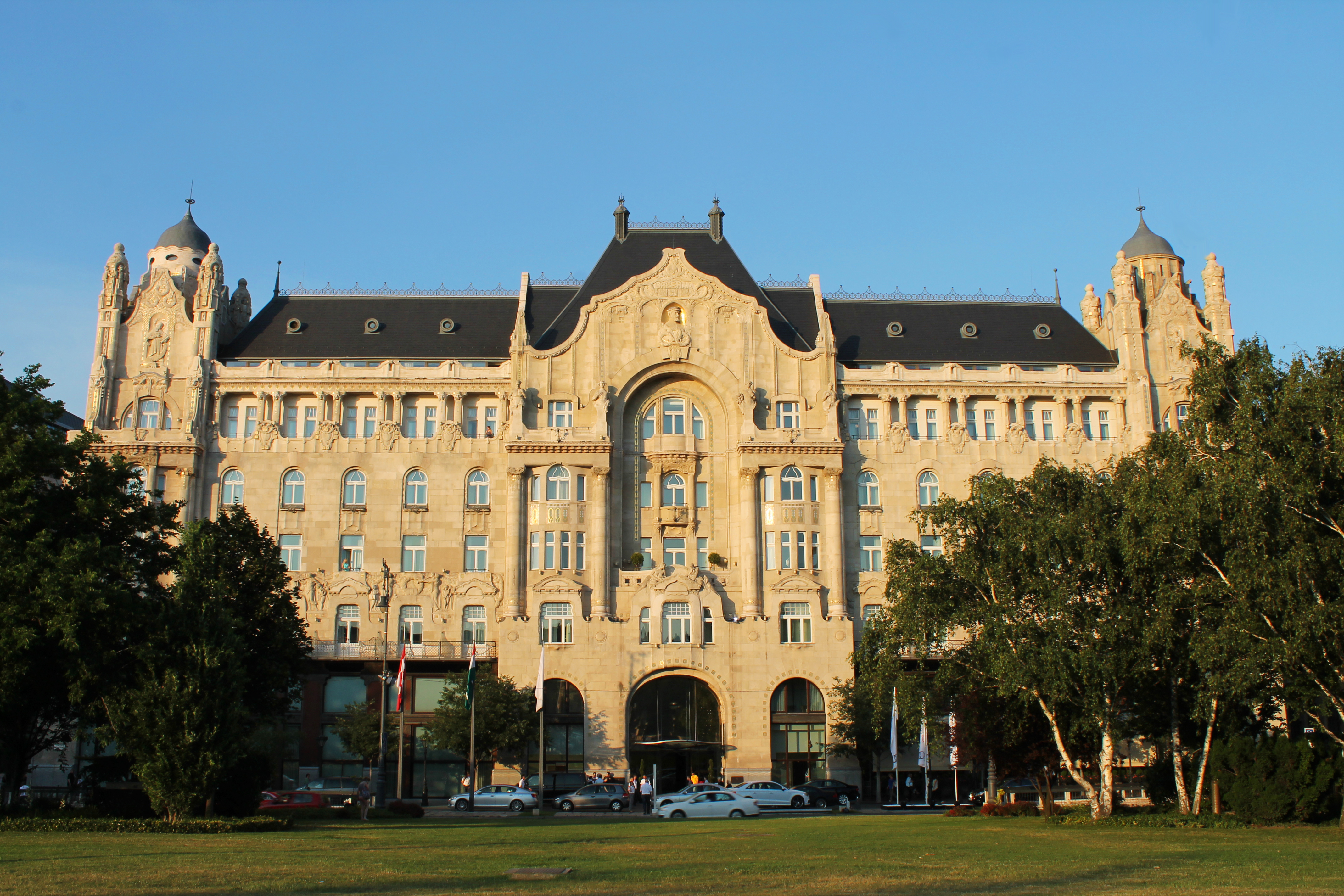
格雷沙姆宫

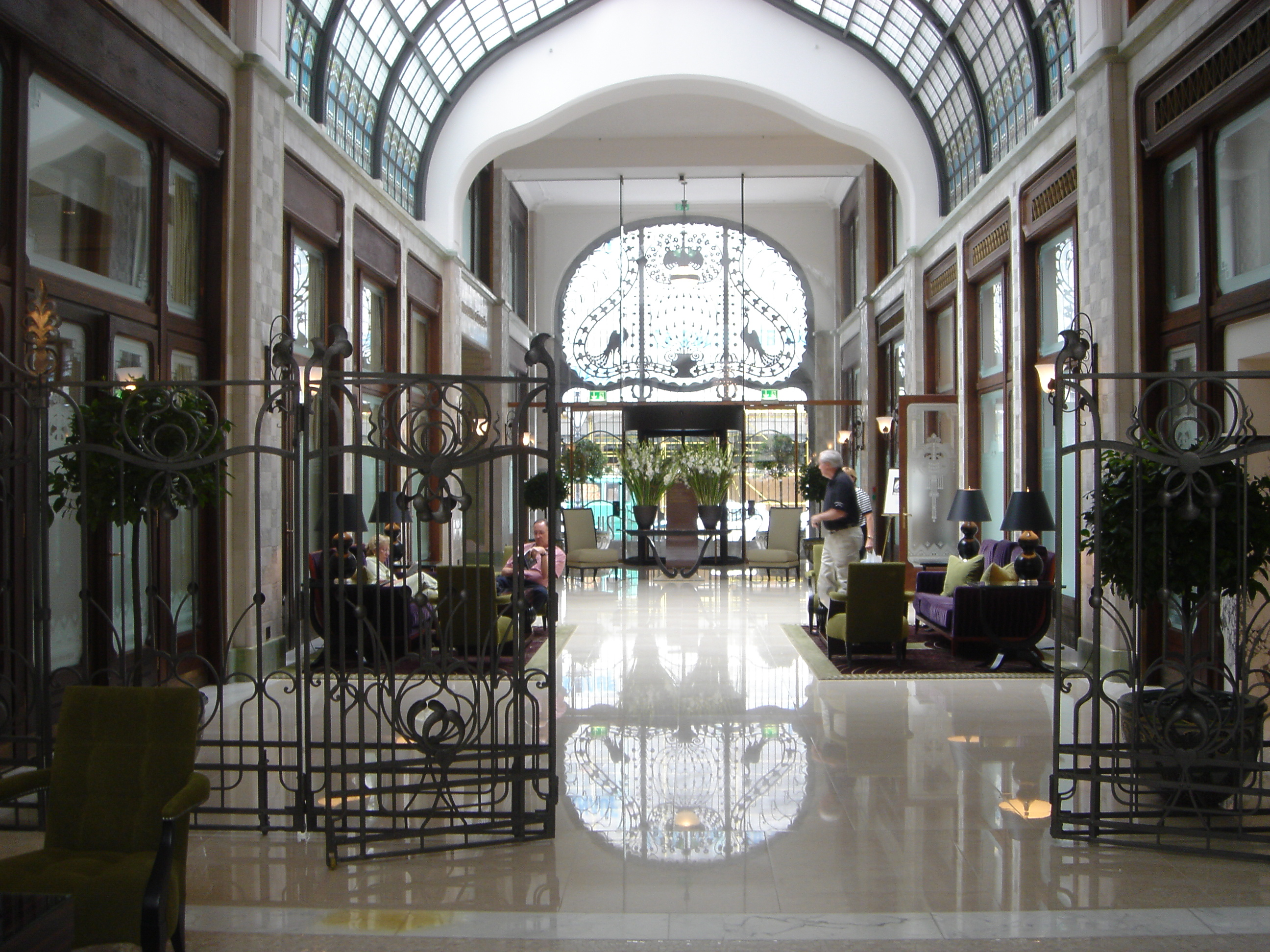
格雷沙姆宫内部

格雷沙姆宫，位于匈牙利首都布达佩斯，为中欧地区新艺术主义建筑的代表作，建于1900年左右。格雷沙姆宫现在为一家爱尔兰公司Quinlan Private所有，运营方则为四季酒店。